# Ак-Дуруг
Ак-Дуруг (тув. Ак-Дуруг) — село в Чаа-Хольского кожууне Республики Тыва. Административный центр и единственный населённый пункт Ак-Дуругского сумона. Население 1493 человек (2007), 1673 (2014)

## История
Село находится рядом с федеральной трассой Р257

## География
Село находится у рек Кош-Ой и Чаа-Холь, возле р. Бай-Булун.
К селу административно относятся местечки (населённые пункты без статуса поселения): м. Аймыырлыг, м. Ак-Даг, м. Даг Баары, м. Доргун, м. Казанак, м. Кара-Булун, Кум Кежиг, м. Малгаштыг-Ээт, м. Ог-Даш, м. Ортаа Кызыл-Даг, м. Сесеге, м. Ак-Хем, м. Аргалыкты, м. Аржаан, м. Аът-Баштыг, м. Бай-Булун, м. Кара-Кожагар, м. Кара-Суг, м. Кожай, м. Ооруг, м. Серлиг, м. Улуг-Даг, м. Улуг-Хову, м. Чарынныг Арт, м. Чаш-Тал.
Уличная сеть
ул. Байынды, ул. Дружба, ул. Ленина, ул. Советская, ул. Сувак, ул. Тей-Адаа, ул. Черзи, ул. Шивилиг.
Географическое положение
Расстояние до:
районного центра Чаа-Холь: 16 км.
столицы республики Кызыл: 159 км.
Ближайшие населенные пункты
Булун-Терек 9 км, Чаа-Холь 15 км, Арыг-Узю (Аргузун) 27 км, Шанчы 28 км
климат
Сумон, как и весь Чаа-Хольский кожуун, приравнен к районам Крайнего Севера.

## Население
| 2002  | 2010  | 2011  | 2012  | 2013  | 2014  | 2015  |
| ----- | ----- | ----- | ----- | ----- | ----- | ----- |
| 1440  | ↘1408 | ↘1405 | ↘1362 | ↘1335 | ↗1363 | ↘1352 |
| 2016  | 2017  | 2018  | 2019  | 2020  | 2021  |       |
| ↘1347 | ↗1364 | ↗1377 | ↘1372 | ↗1385 | ↗1407 |       |

Национальный состав
Согласно результатам переписи 2002 года, в национальной структуре населения тувинцы составляли 96 %

## Инфраструктура
отделение почтовой связи села Ак-Дуруг (ул. Дружба, 60А)
образование
МБУ МОУ СОШ с. Ак-Дуруг (ул. Ленина, 1)
«Детская школа искусств им. Б. Байынды» (ул. Ленина, 1)
МБДОУ Детский сад «Хунчугеш»
сельское хозяйство
Овощеводство: СХК «ХАЯА»
Разведение крупного рогатого скота: СХК СЕРЛИГ
Выращивание зерновых и зернобобовых культур: СХК «КОЖАЙ»
прочее
Добыча известняка, гипсового камня и мела: ООО «КАРА-СУГ»
культура
МБУ СДК имени Оюна Кара-Кыс (улица Дружба, 64)
административная деятельность
Администрация села Ак-Дуруг
Администрация Ак-Дуругского сумона (улица Дружба, 62)

## Транспорт
Село находится у автотрассы Р257 Енисей.
Автодорога местного значения.